# Rinzia morrisonii
Rinzia morrisonii är en myrtenväxtart som beskrevs av Malcolm Eric Trudgen. Rinzia morrisonii ingår i släktet Rinzia och familjen myrtenväxter. Inga underarter finns listade i Catalogue of Life.